# 마법학교 아르피아
마법학교 아르피아는 엔씨소프트가 2006년에 인수한 제이인터랙티브가 2007년 11월 29일에 개발한 RPG 게임이다. 엔씨소프트에서 플레이엔씨를 통해 오픈 베타 서비스를 하였다. 하지만 2012년 8월 8일 플레이엔씨에서 서비스가 종료되어 야후에서만 서비스가 되었다. 그러나 결국 2012년 12월 31일 야후! 코리아의 사업 철수로 아르피아의 모든 서비스가 종료되었다. 이로 인해 어떤 사이트에 가서도 게임 자체를 할 수 없게 만들었다.
어린이와 청소년들에게서 오랫동안 인기를 얻고 있는 마법학교 시리즈의 후속작으로, 오에서 벌어지는 흥미진진한 모험을 소재로 만들어졌다. 마법의 세계에서 주인공이 대마왕의 음모에 맞서 싸운다는 스토리형 게임이며, 총 102화까지 업데이트되었다.
사용자는 불꽃, 얼음, 대지 등 세 가지 종족의 남녀 캐릭터를 선택해 다양한 퀘스트를 해결해 나가며 모험을 즐길 수 있다. 게임 클라이언트를 다운로드하고 설치하는 과정 없이 게임시작 버튼만으로 바로 진행할 수 있어, 어린이 사용자층에서 쉽게 시작할 수 있다. 퀘스트를 완료하면 선행 점수도 받게 되고 선행 점수를 이용해서 캐릭터의 스킬과 펫의 스킬을 배울 수 있다.
2021년 9월 최근에는 이 대표작인 조진호 제작자가 인터뷰를 하였다. 안그래도 PC보다는 모바일 버전으로 만든 것이 더 유익하다는 말을 더 많이 할 정도이다.

## 등장인물

### 선생님
모리스
직업 : 교장선생님.
게임에서의 위치 : 교장실.
인자하고 온화하지만, 적절한 시점에서는 강직함도 보이는 전형적인 교장 선생님 스타일이다. 하지만 어떤 경우, 십자수에 몰입하는 등의 특이한 면도 가지고 있다. 마법학교의 학생들과 선생님들로부터 존경을 받는 인물이다.
줄리아
직업 : 담임 선생님.
게임에서의 위치 : 우리반 교실
착하고 부드러운 선생님이지만 고지식하고 잔소리가 많은 인물이다. 학생들의 생활과 성적을 관리하시는 선생님이니 만큼, 주로 학교에서의 잔소리는 줄리아 선생님의 몫이다. 학교의 어머니와 같은 존재.
아멜라
직업 : 양호 선생님
게임에서의 위치 : 양호실
천사 같은 외모와 성품의 양호선생님.
스콜
직업 : 얼음 마법 선생님
게임에서의 위치 : 얼음 마법 교실
샤프하고 핸섬하며, 바람둥이에다가 가오나 후까시를 잡는 강력한 얼음 마법사. 씁쓸한 웃음을 잘 짓는다. 예쁜 여자에 사족을 못 쓰는 성향을 가지고 있다. 현재 아수리아 왕국의(아기대지용 출몰지역에 있는 인도풍의 왕국)실질적인 지도자인 카디쟈를 좋아하고 있다.
나오미
직업 : 고급 얼음 마법 선생님
게임에서의 위치 : 고급 얼음 마법 교실
안대로 눈을 가린 모습을 하고 있으며 대단히 이성적이고 냉철한 성격의 얼음 마법사.
아론
직업 : 고급 불꽃 마법 선생님
게임에서의 위치 : 고급 불꽃 마법 교실
료마
직업 : 고급 대지 마법 선생님
게임에서의 위치 : 고급 대지 마법 교실
에스타
직업 : 불꽃 마법 선생님
게임에서의 위치 : 불꽃 마법 교실
이슈비케
직업 : 대지 마법 선생님
게임에서의 위치 : 대지 마법 교실
리에
직업 : 비속성 마법 선생님
게임에서의 위치 : 비속성 마법 교실
펠리타
직업 : 펫 교실 선생님
게임에서의 위치 : 펫 교실
칠리
직업 : 마법 재료실 선생님
게임에서의 위치 : 마법 재료실

## 같이 보기
- 마법학교 아스티넬